# Orasi
Orasi (cyr. Ораси) – wieś w Czarnogórze, w gminie Podgorica. W 2011 roku liczyła 10 mieszkańców.